# Lamborghini 400 GT

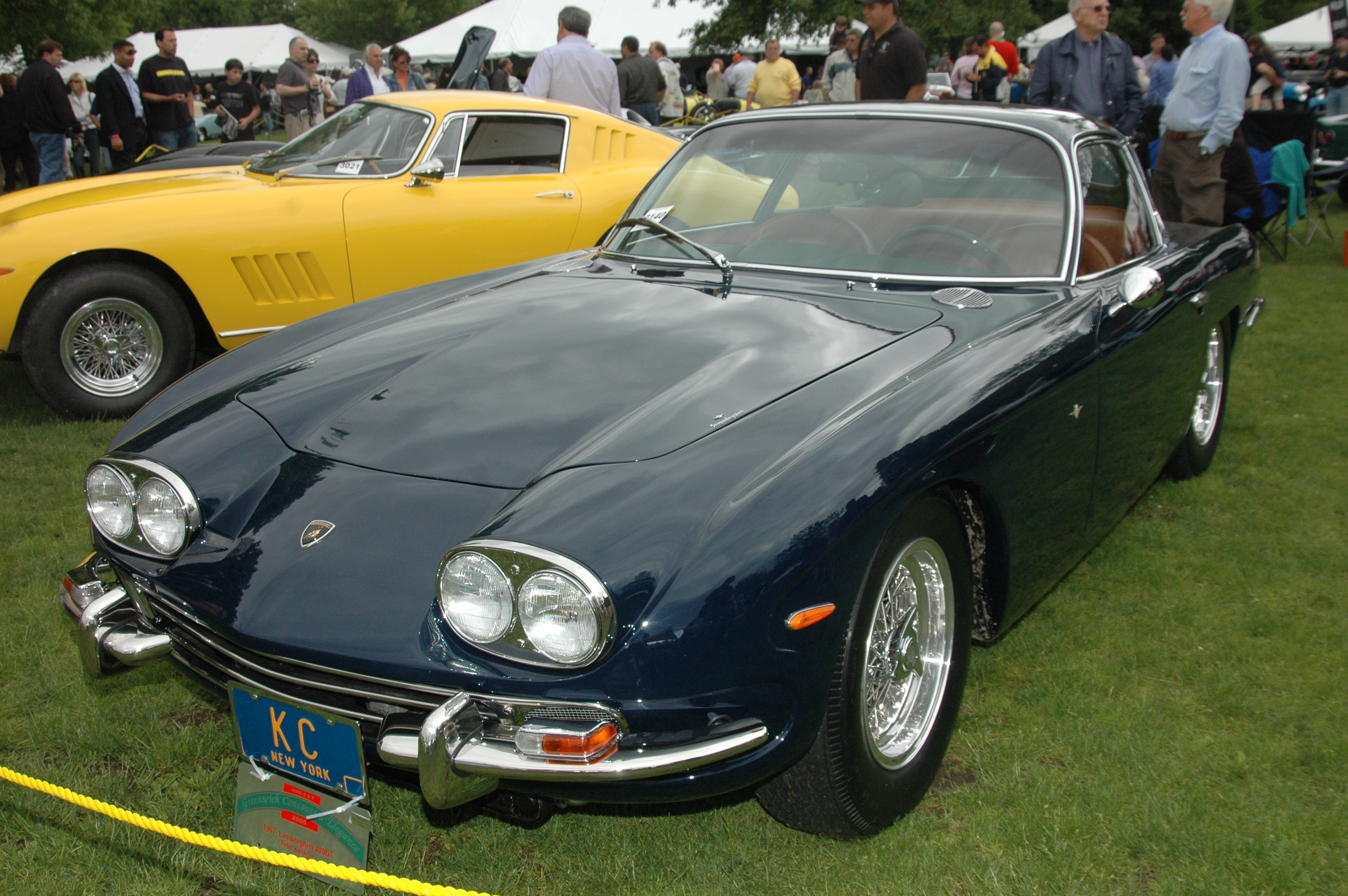
Een Lamborghini 400 GT.

De Lamborghini 400 GT is een model coupé-sportwagen van de Italiaanse autobouwer Lamborghini.
De in 1963 geïntroduceerde Lamborghini 350 GT kreeg in 1966 de nieuw ontwikkelde 4 liter V12, waardoor men het model 400 GT noemde. Slechts 23 exemplaren werden gemaakt, waarvan 3 in lichte metalen, Superleggera genaamd. De 400 GT en zeker de SuperLeggera zijn de meest zeldzame Lamborghini's ooit.
De Lamborghini 400 GT moet niet worden verward met de Lamborghini 400 GT 2+2, welke een compleet ander model is. De 400 gt is het tweede model dat Lamborghini geproduceerd heeft.

## Motorisatie
- Motor: V12 3929 cc
- Vermogen: 320 pk bij 6500 omwentelingen/min
- Topsnelheid: 250 km/u
- Acceleratie: 0–100 km/h 7,5 s (stalen carrosserie)

De motor zou nog jaren later worden toegepast in andere Lamborghini's.
Huidige modellen:
Huracán ·
Aventador ·
Urus
Uitvoeringen Lamborghini Gallardo:
Coupé ·
SE ·
Spyder ·
Superleggera ·
LP560-4 ·
LP560-4 Spyder ·
LP550-2 Valentino Balboni ·
LP570-4 Superleggera
Uitvoeringen Lamborghini Murciélago:
Coupé ·
Roadster ·
40th Anniversary ·
LP640 ·
LP640 Roadster ·
LP650-4 Roadster ·
LP670-4 SV ·
Reventón ·
Reventón Roadster
Oudere modellen:
350 GT · 
400 GT · 
Miura · 
Espada · 
Flying Star II · 
Islero · 
Jarama · 
Urraco · 
Countach · 
Silhouette · 
Jalpa · 
LM002 · 
Diablo · 
Murciélago ·
Gallardo
Concepten:
Alar ·
Asterion ·
Athon ·
Estoque ·
Sesto Elemento ·
Portofino